# اعتراف

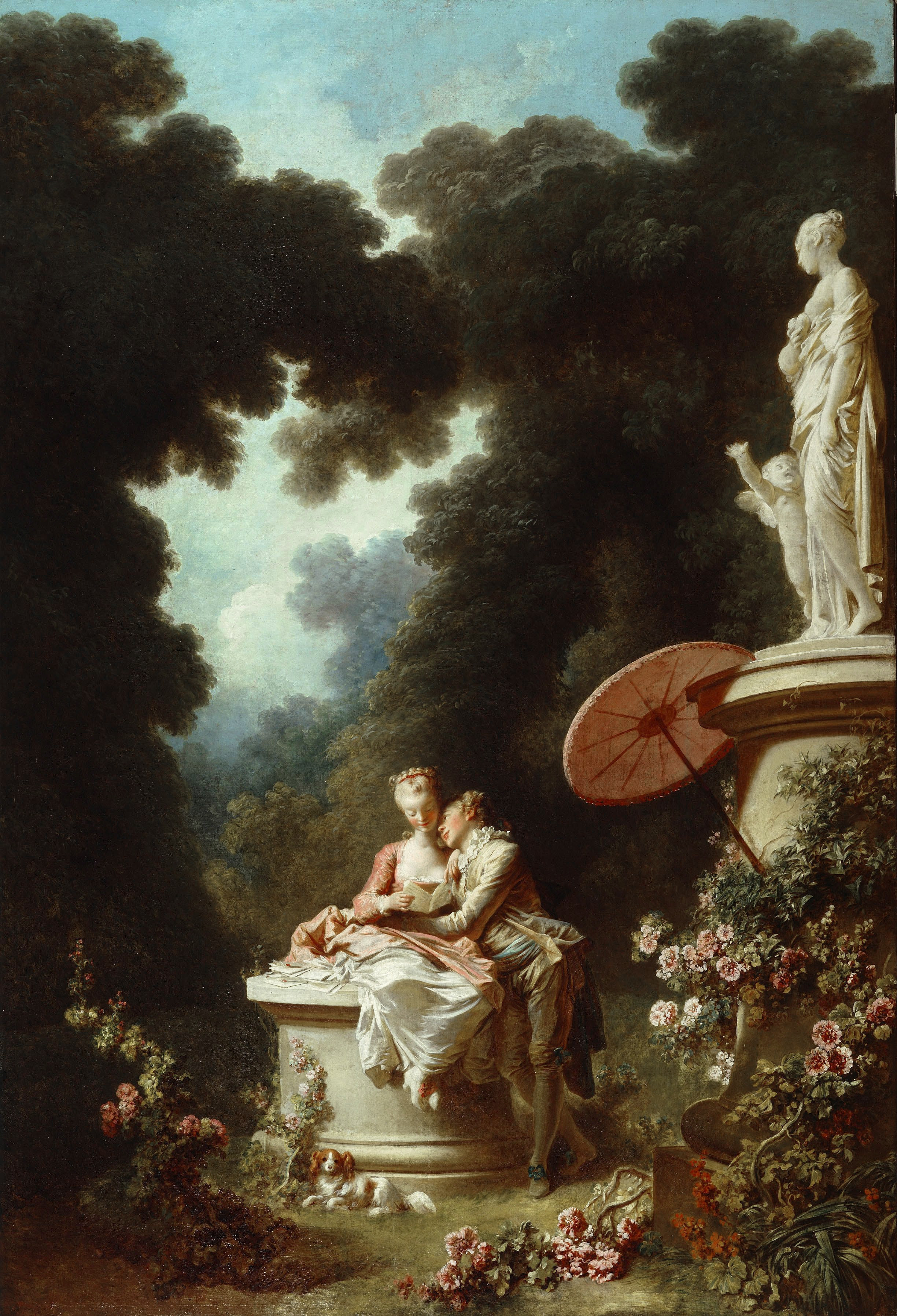
اعتراف عشق نوشته ژان اونوره فراگونار سوژه‌ای را به تصویر می‌کشد که به احساساتی اعتراف می‌کند که تا آن زمان پنهان شده بود.

اعتراف (به انگلیسی: Confession) بیانیه‌ای است - که توسط یک فرد یا گروهی از افراد بیان می‌شود - در تأیید برخی واقعیت‌های شخصی که شخص (یا گروه) ظاهراً ترجیح می‌دهد پنهان بماند. این اصطلاح فرض می‌کند که گوینده اطلاعاتی را ارائه می‌کند که معتقد است طرف مقابل پیش از آن آگاه نیست، و اغلب با اعتراف به یک اشتباه اخلاقی یا قانونی همراه است.